# トヨタ・MR-S
MR-S（エムアールエス）は、トヨタ自動車がかつて製造・販売していた乗用車（ロードスター）である。製造はセントラル自動車（相模原市の旧工場。現在のトヨタ自動車東日本）が担当した。

## 概要
1995年にMR-Sの原型となる4人乗りコンセプトカー「MR-J」を発表し、1997年の第32回東京モーターショーで「トヨタ・スポーツ800の再来」と銘打って参考出品車として展示された後、1999年9月開催のフランクフルトモーターショーに、市販予定車として5速MT搭載車を展示、1999年10月に日本で、2000年春に欧州及び米国で発売した。2003年型での一部改良を経て、米国、英国を除く欧州及び豪州では2005年型まで、日本、メキシコ及び英国では2007年型まで販売した。日本国内の新車登録台数の累計は2万1,039台。
スペシャルティカー市場が縮小して年間生産台数は2006年に1,000台程度となり、2007年7月末に流通在庫の新車登録を完了し販売終了となった。海外を含めた総生産台数は8万台に満たないが、これは他社同クラスの小型オープン2シーターモデルと比較して少ない。MR-Sの名は1代限りで廃止となり、トヨタにおけるスポーツカーのラインナップは5年後の2012年に登場する86まで途絶えることとなった。
日本ではMR-Sとして販売された一方、英語圏ではMrs.（ミセス）に通じてスポーツカーにそぐわないため、日本国外ではMR2の名を引き継ぎ、欧州ではMR2ロードスター（MR2 Roadster）、米国ではMR2スパイダー（MR2 Spyder）として販売された。欧米では過去のMR2と区別するため、特にMk3もしくはW30と呼ばれることがある。なお、日本国内でスパイダーの商標はダイハツ工業が保有している。フランス向けは初代よりMRとして輸出されていた。

### 車名の由来
車名の由来は「Midship Runabout-Sports」（ミッドシップの小型車）の略。
トヨタによれば、MR-Sは専用のプラットフォームが採用された新しいライトオープンスポーツであり、生産が中止されたMR2の後継ではないとしていた。一方で欧米でMR2の名が継承されたことについては、欧米向けにはもともとターボの設定がなく、「ライトウェイトスポーツに路線変更した新型車」とのイメージ的なギャップがないためだという。

## メカニズム

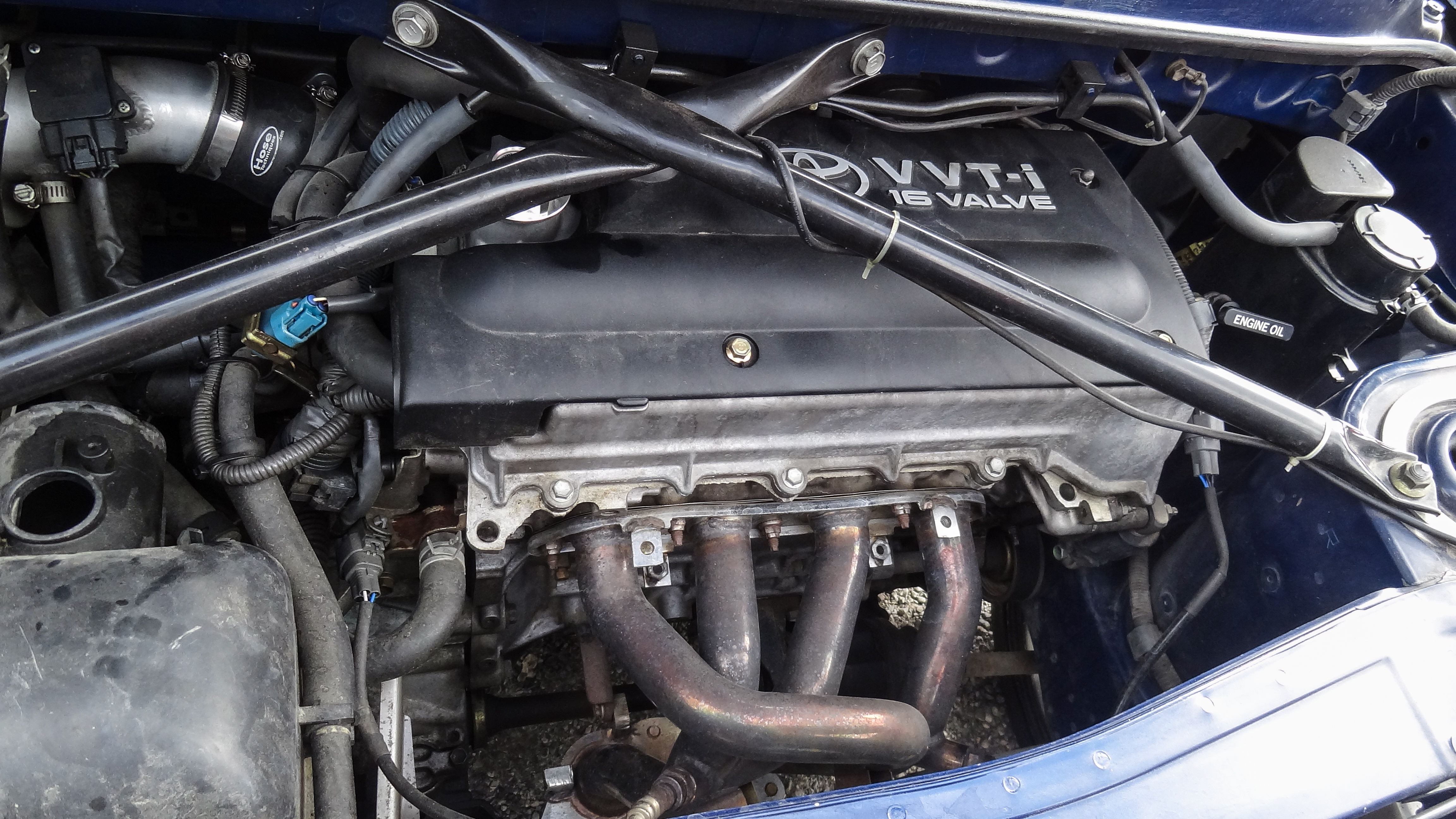
1ZZ-FEエンジン

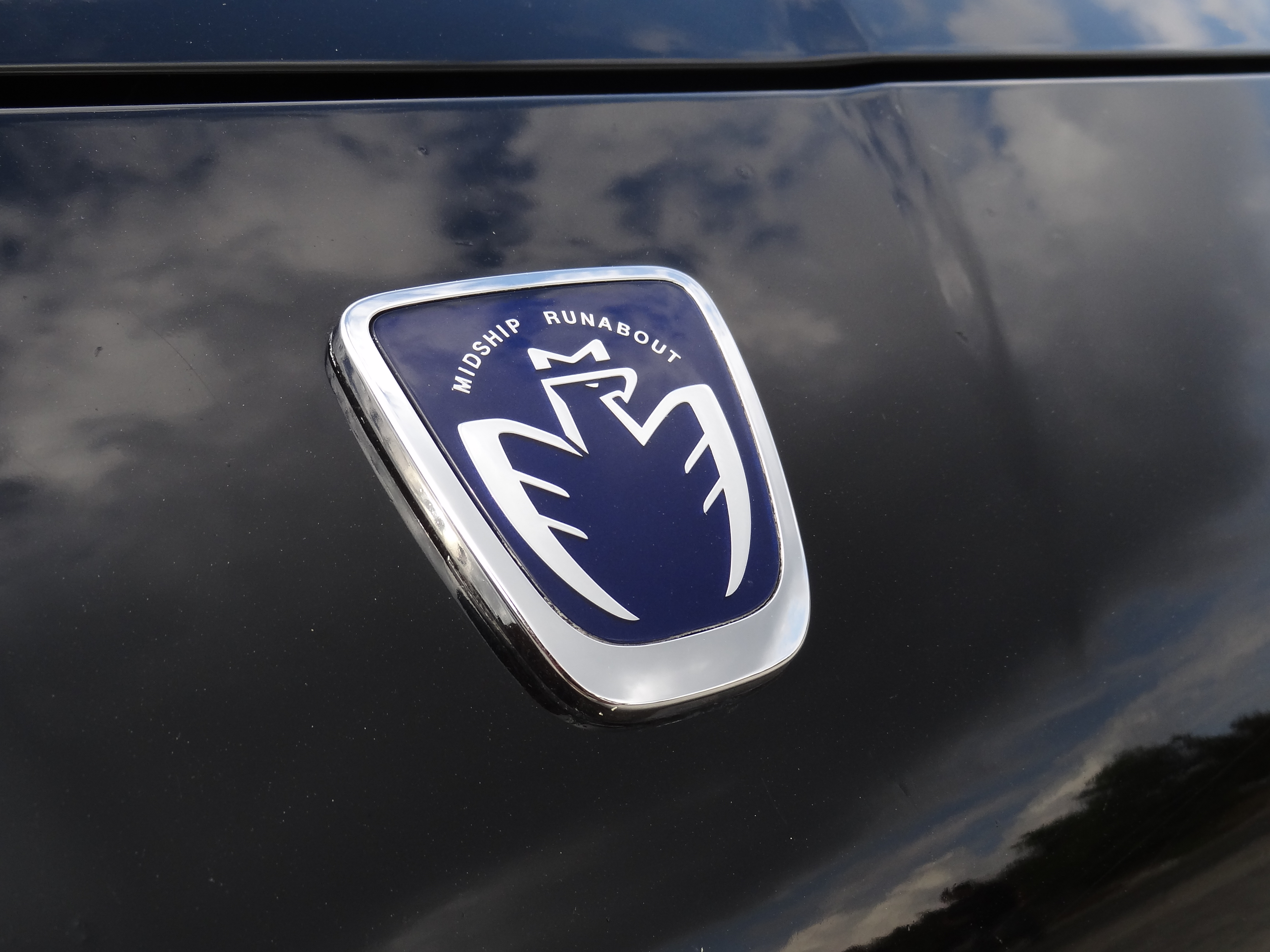
エンブレム

プラットフォームはMR-S専用に開発されているが、部分的に既存のヴィッツの基本コンポーネントを流用することで、エンジン出力は控えめながら軽量化による運動性の良さを追求し、運転を楽しめるスポーツカーを目指した。最適な重量配分を得るためにリアトランクを廃し、シート背面にラゲッジスペースを備える。
MR2（SW20型）と同じく、前輪駆動車のパワーユニットを後方に平行移動する手法で部品などを流用している。トランスアクスルが後輪の直上、エンジンはその前方とかなりリア寄りに置かれ、前後重量配分も後部が重い。車両重量は当初は1,000kgを下回っていたが、強化された衝突安全アセスメントに対応などのため、度重なる年次改良で補強されて最終的に当初よりも40kg程度車両重量が増加している。
エンジンは1.8L 自然吸気の1ZZ-FE型を選択した。一方で、ボディサイズは2代目マツダ・ロードスターとほぼ同じながら、185mm長いホイールベースと前65mm／後30mmも広いワイドトレッドを与えることで横滑り限界速度を高めた。トランスミッションは5速MTのほか、新開発の5速シーケンシャル・マニュアル・トランスミッション（SMT）を搭載し、クラッチ操作が不要なだけでなく、ステアリングのボタンでシフト操作ができたことから、トヨタは「気分はF1ドライバー」と謳った。SMTの採用は日本の量産車では初めてである。2002年のマイナーチェンジ以降はMTおよびSMTともに6段に強化された。
国内向け車型は、トヨタマークがステアリングのみ刻印されており、エクステリアは一切なく「MR」を図案化したエンブレムがある。

## 年表
1999年10月12日、ネッツトヨタ店及びトヨタビスタ店（2004年5月に新生ネッツ店に統合）より発売。グレードは基本となる標準車のほか、装備を充実させた「Sエディション」、装備を簡素化した「Bエディション」の3種。外板色はスーパーブライトイエロー、グリーンマイカメタリック、スーパーレッドV、ブラック、シルバーメタリック、ブルーマイカ及びスーパーホワイトIIの7色で、内装もブラック、レッド及びイエローの3色が選べた。
2000年8月21日、英国調のロードスターに仕立てた「Vエディション」を追加。外板色は、専用色となるダークグリーンマイカメタリックのほか、スーパーレッドV、ブラック、シルバーメタリック、ブルーマイカ及びスーパーホワイトIIの6色から選べた。また、「Bエディション」以外のグレードに5速SMT搭載車を追加。
2001年8月、一部変更。ボディカラーからグリーンマイカメタリックを廃止。
2002年8月2日、マイナーチェンジを実施し後期型に移行。トランスミッションをMT・SMTともに5速から6速に多段化し、リアタイヤサイズを205/50R15から215/45R16に大径化、フォグランプを追加、ヘッドランプとテールランプの意匠を変更、シート形状を穴あきタイプに変更、ボディおよびサスペンションの剛性を強化、インテリアを変更。また、全グレードでアルミホイールを採用した。ボディカラーは、シルバーメタリックを廃した5色にグレーマイカメタリック、シルバーマイカメタリック及びライトブルーマイカメタリックを加えた8色、内装はイエローをグレーに変更した3色となった。なお、「Vエディション」では専用色のダークグリーンマイカメタリックが選べる一方で、スーパーブライトイエロー及びライトブルーマイカメタリックは選択できない。
2004年2月、一部改良。ボディ剛性並びに衝撃吸収ボディ構造が衝突時の衝撃力を分散する能力を向上させ、車両重量が全車で30kg増えた。同時に「Bエディション」を廃止。
同年4月、改正消費税法第63条の2に基づく総額表示義務化施行に対応。
2005年12月1日、一部改良。フォグランプインジケーターの追加及びリアコンビネーションランプの配置を変更。
2006年1月、TTEが開発しToyota Motorsport GmbHが販売するTTEターボキットを装着したコンプリートカー「MR-S TTE Turbo tuned by TMG」を、株式会社ラックが全国のネッツ店で発売。
2007年1月9日、同年7月末の生産終了に先立ち、限定1,000台の特別仕様車「Vエディション ファイナルバージョン」の受注を開始。メッキ風エアインレットガーニッシュなどの専用装備をまとい、外板色はグレーマイカメタリック、シルバーマイカメタリック、ブラック及びスーパーレッドVの4色で、ソフトトップはレッドも選べた。

## モータースポーツ
TRDは、2000年の全日本GT選手権GT300クラスにMR-Sで参戦すべく、アペックスと共同でMR-S GTを開発した。2000年から2008年にかけてaprが運用し、初年こそ最終戦の1勝にとどまったが、翌2001年はプライベーターにも採用され二台体制で参戦したことからMR-Sが全7戦中4勝を占める。遂には、2002年に新田守男/高木真一組によるARTAアペックスMR-Sが年間総合優勝を飾った。2003年から、2006年を除いてARTA・ガライヤとの三台体制での参戦を継続し、2005年に佐々木孝太/山野哲也組、2007年に石浦宏明/大嶋和也組と3度チャンピオンに輝いた。
ちなみに同マシンはフロントにトヨタのエンブレムがついており、トヨタのセミワークスとしての参戦となる。トイ・ストーリーやカーズとのコラボレートモデルも存在した。エンジンは3S-GTEの直4ターボ、2006年からはV6/3.5リッター自然吸気の2GR-FEに換装されている。
その他ラリーやジムカーナでもプライベーターが運用していた。
- RECKLESS MR-S（2005年）
- ライトニング マックィーン apr MR-S（2008年）
- ラリーチャレンジ参戦車両

## MR-Sをベースにしたカスタムカー
- トヨタモデリスタインターナショナルからは、以下の3台が発表された。
  - カセルタ - 日本のデザイン会社、株式会社モディが外観をデザインし、モデリスタが製造・販売した限定車[35][36][37]。2000年6月から150台限定で販売されたが、販売数はその数に達しなかったという[35][38]。350～388万円。
  - VM180 TRD - MR-SをベースにTRDと共同開発したコンプリートカー。2000年8月から全国のトヨタビスタ店などで100台限定販売した[39]。
  - VM180 ZAGATO - イタリアのカロッツェリア、ザガートが外観をデザインし、モデリスタが製造したコンプリートカー。全国のトヨタビスタ店などで100台限定販売した[40][41]。398～450万円。
- 横浜スタジアムのリリーフカー - 改造はトヨタテクノクラフト株式会社が手掛けた[42]。ビジター用とホーム用の2台がある。SMT。日産・エスカルゴの後継として2002年に導入し、2016年シーズンをもって退役（後継車種は日産・リーフ）[42]。
- ネグローニ・スパイダー - 特注車。製靴業のマルミツは、新たに立ち上げるブランドのイメージリーダーに、カセルタを使おうとも考えたが不満な点も多く、モデリスタを説得してカセルタの内外装を全面変更した車両を2002年に製作させた[36][43]。
- モノクラフトGT300 - オートバックスが企画したカスタムカー。上記の全日本GT選手権GT300クラスで参戦をサポートしているARTA with A'PEXの31号車の外観を再現。スーパーオートバックスなどで販売した[44][45]。部品でも販売され、合わせて100台分の数量限定だった[46]。使用パーツは2002年シーズンのARTAのものを公道向けに修正。3ナンバーサイズに拡大する為、構造変更検査が必要になる。
- TOM'S W123 turbo - トムスが2003年2月から受注を始めた、10台限定のコンプリートカー[47]。
- MR-S turbo tuned by TTE - Toyota Team Europeの制作したターボ車。
- MR-S with VTEC - GROOVY CATSが展開するブランドHALF WAYによる、ホンダ・インテグラタイプR搭載のK20A型エンジン(220PS)に換装したコンプリートカー[48]。2024年7月現在は中古部品の入手が困難なため、受注を停止している。
- MR-S ロッテ"BLACK BLACK" - ロッテのガム、ブラックブラック20周年記念のキャンペーンとしてMR-Sを懸賞とするプロモーションを実施した[49]際に、1名にプレゼントされた。モデリスタによりボディ、ステアリング、座席、サイドパネルが「オリジナル仕様」となっていた[50]。
- MRX - 日本のデザインブランド Curve Auto Design による、コンプリートカー。2009年にGALLANT ABFLUGで販売[51]。

- カセルタ
- リリーフカー（ホーム用）
- リリーフカー（ビジター用）
- モノクラフト GT300
- GALLANT ABFLUG MRX

## その他
- 1996年発売のポルシェ・ボクスター（986型）との相似点から、日本では「プアマンズ・ボクスター」と呼ばれることがある[52][53]。
- オートバックスセブンが販売したコンプリートカー「モノクラフト GT300」が、テレビドラマ『西部警察 SPECIAL』でアルファロメオ・156等と共に警察車両（劇用車）として使用された[54]。
- 株式会社アムラックストヨタは、MR-Sが生産終了することを受け、歴代MRシリーズの変遷を写真やパネルで紹介するトヨタ・ミッドシップスポーツ・ヒストリー展を、2007年3月20日からMEGA WEBで開催した[55]。
- トヨタ自動車株式会社は、2010年１月に開催の東京オートサロン2010で、MR-Sをベースにハリアーのハイブリッド・システムを流用したGRMN SPORTS HYBRID Conceptを、2011年6月に24時間レース開催中のニュルブルクリンクで、MR-SをベースにRX450hのハイブリッド・システムを流用したGRMN SPORTS HYBRID Concept IIを展示した[56]。いずれも自走可能であった[56]。
- 2012年に86を発売した際には「MR-S以来5年ぶりのスポーツカー」と称した[57]。

## 脚註

### 註釈
1. ↑  オートメイテッド・マニュアル・トランスミッションの一種で、LuK GmbH & Co. KGと共同開発した[19]。

### カタログ一覧
トヨタ自動車株式会社発行
| ネッツトヨタ店版 - 1999年10月版 - 旧車カタログダウンロード - 2001年6月版 - Auto Catalog Archive - 2002年6月版 - 旧車カタログダウンロード - 2003年11月版 - 旧車カタログダウンロード - 2004年11月版 - 旧車カタログダウンロード - 2006年10月版 - 旧車カタログダウンロード | トヨタビスタ店版 - 2004年4月版 - Auto Catalog Archive - 2001年6月版 - 旧車カタログダウンロード - 2002年6月版 - 旧車カタログダウンロード - 2003年7月版 - Auto Catalog Archive |